# Öselbor
Öselbor är ett historiskt namn för det folkslag som bebodde ön Saaremaa (Ösel) i Estland före erövringen av ön under de nordiska korstågen på 1220-talet. Namnet är latiniserat av dess latinska namn Oeselia eller Osilia. 
Innevånarna på Ösel benämndes som vikingar under vikingatiden. Öselborna var kända sjöfarare och var ökända för att bedriva sjöröveri på Östersjön mot både kristna och hedningar under 1100-talet. Ett flertal expeditioner företogs mot dem av svenskar, danskar och tyskar, från åtminstone 1170 och framåt. År 1227 underkastade sig öns befolkning formellt Svärdsriddarorden och konverterade officiellt till kristendomen. Öselborna konverterade dock endast till namnet, och straff infördes för utövande av den hedniska religionen 1241. Flera uppror bröt ut fram till det sista, det hedniska Sankt Görans-nattens uppror 1343. 